# Hagateatern
Hagateatern är ett namn som använts för flera svenska teaterlokaler.

## Den äldre Hagateatern, Göteborg
Den äldre Hagateatern var belägen i Arbetareföreningens hus vid  Järntorget. Ingången var från Mellangatan.  Från 1942 fram till nedläggningen och husets rivning 1955 leddes den av Sten-Åke Cederhök (1913–1990). Vid sidan av anställning vid Arbetsförmedlingen var han teaterchef, skådespelare, regissör och manusförfattare vid teatern.
TV-serien Jubel i busken som sändes i omgångar från Göteborg  1968–1975 avsåg att återskapa något av den folkliga revykonst, som präglade Hagateaterns repertoar. Den sändes med publik från en TV-studio med kulisser som efterbildade Hagateaterns salong.

## Den nyare Hagateatern, Göteborg
Teaterlokalen på Södra Allégatan 2 var ursprungligen känd som biografen Biorama, en av Göteborgs minsta biografer med som mest 175 platser.
Den öppnade 1911 och drevs med skilda ägare fram till 1989, från 1973 som porrbio. Lokalen har sedan använts för teater, från 1990 med namnet Lilla teatern och sedan 2003 som Hagateatern.
Hagateatern är hemmascen för två fria grupper, scenkonsttrion Kurage och teatergruppen Hagateatern. 
Dessa turnerar i övrigt  med sina produktioner.
Teatergruppen Hagateatern utgör huvuddelen av  Teater Tamauer, som till 2018 hade sin bas på Hagateatern.

## Hagateatern, Köping
Hagateatern är en amatörteaterförening, som är verksam i Köping, och som har namn efter sin spellokal. Utom amatörteaterverksamhet i flera grupper  har föreningen teaterskola för barn ochsamarbetar om verksamhet för funktionshindrade. Utom i Köpings kommuns centralort har Hagateatern verksamhet i Kolsva.

## Hagateatern, Stockholm
Upplysningar om denna sedan länge nedlagda teater saknas för närvarande. Ett äldre vykort dokumenterar dock att den funnits.